# Дерштеттен
Дерштеттен (нем. Därstetten) — коммуна в Швейцарии, в кантоне Берн. 
Входит в состав округа Нидерзимменталь. Население составляет 854 человека (на 31 декабря 2006 года). Официальный код — 0761.

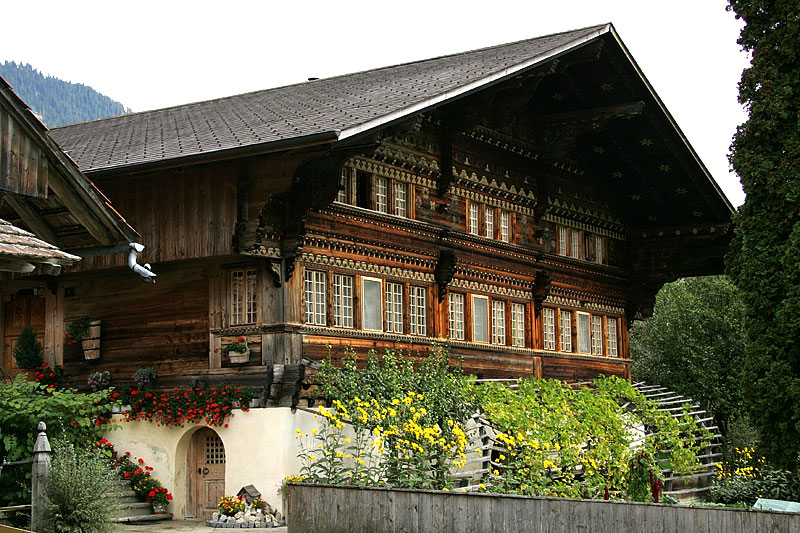
Дерштеттен